# باشگاه فوتبال فارم تاون
باشگاه فوتبال فارم تاون (به انگلیسی: Fareham Town Football Club) یک باشگاه فوتبال در شهر فارم، کشور انگلستان است که در سال ۱۹۴۷ میلادی تأسیس شده‌است.